# Alan McDonald
Alan McDonald (12. prosince 1963 Belfast – 23. června 2012, Lisburn) byl severoirský fotbalista, obránce. Byl kapitánem Queens Park Rangers FC i severoirské fotbalové reprezentace. Po skončení aktivní kariéry působil jako trenér. Zemřel 23. června 2012 ve věku 48 let na infarkt myokardu.

## Fotbalová kariéra
Hrál v anglických ligových soutěžích za Queens Park Rangers FC, Charlton Athletic FC a Swindon Town FC. Byl členem severoirské reprezentace na Mistrovství světa ve fotbale 1986, nastoupil ve všech 3 utkáních. Za reprezentaci Severního Irsko nastoupil v letech 1986–1996 v 52 utkáních a dal 3 góly.

## Ligová bilance
| Ročník                                  | Zápasy | Góly | Klub                   |
| --------------------------------------- | ------ | ---- | ---------------------- |
| Football League Second Division 1982/83 | 9      | 0    | Charlton Athletic FC   |
| Football League First Division 1983/84  | 5      | 0    | Queens Park Rangers FC |
| Football League First Division 1984/85  | 16     | 1    | Queens Park Rangers FC |
| Football League First Division 1985/86  | 42     | 0    | Queens Park Rangers FC |
| Football League First Division 1986/87  | 39     | 4    | Queens Park Rangers FC |
| Football League First Division 1987/88  | 36     | 3    | Queens Park Rangers FC |
| Football League First Division 1988/89  | 30     | 0    | Queens Park Rangers FC |
| Football League First Division 1989/90  | 34     | 0    | Queens Park Rangers FC |
| Football League First Division 1990/91  | 17     | 0    | Queens Park Rangers FC |
| Football League First Division 1991/92  | 28     | 0    | Queens Park Rangers FC |
| Premier League 1992/93                  | 39     | 0    | Queens Park Rangers FC |
| Premier League 1993/94                  | 12     | 1    | Queens Park Rangers FC |
| Premier League 1994/95                  | 39     | 1    | Queens Park Rangers FC |
| Premier League 1995/96                  | 26     | 1    | Queens Park Rangers FC |
| Football League First Division 1996/97  | 39     | 2    | Queens Park Rangers FC |
| Football League First Division 1997/98  | 33     | 1    | Swindon Town FC        |
| CELKEM                                  | -      | -    |                        |

## Trenérská kariéra
Jako hlavní trenér vedl v letech 2009-2011 Glentoran FC.